# تریکومونیازیس
تک‌تارچه‌زدگی یا تریکومونیازیس (به انگلیسی: Trichomoniasis) یا تریکومونا یکی از عوامل شایع عفونت مهبل است و جزء بیماری‌های آمیزشی محسوب می‌شود که توسط تک‌یاخته تاژکداری به نام تک‌تارچه مهبل (تریکوموناس واژینالیس) ایجاد می‌شود. انتقال بیماری به‌طور عموم از طریق مقاربت و در مواردی از طریق تماس مستقیم، یا استفاده از ابزار و وسایل مشترک می‌باشد. مطالعات نشان می‌دهد که این بیماری تا حدی خطر انتقال ویروس HIV را افزایش می‌دهد.
در سال ۲۰۱۰ تقریباً ۱۵۲ میلیون نفر (۲٫۲٪ از جمعیت کل دنیا) مبتلا به تریکومونیازیس وجود داشته‌است. شیوع بیماری در زنان (۲٫۷٪) بیش از مردان (۱٫۴٪) بوده‌است.

## علائم عفونت تریکومونیازیس
علائم تریکومونیازیس میتواند در مردان و زنان متفاوت باشد. به طور کلی این بیماری در زنان میتواند علائمی مانند خروج ترشحات چرکی از واژن ، سوزش ادراری و درد زیر شکم باشد. در مردان این بیمار علائم زیادی ندارد و معموبلا بدون علامت باقی میماند اما در مراحل شدید میتواند با علائمی مانند سوزش اداری ، احساس درد هنگام انزال و خروج ترشحات بدبو از آلت تناسلی همراه باشد.

## عفونت مهبل
عفونت تریکومونایی واژن در زنان شایع است و علائمی مانند خارش و ترشحات غیرطبیعی دارد. عفونت از طریق جنسی قابل انتقال است و در مردان اغلب بدون علامت می‌باشد. درمان با ایمیدازولها مانند کلوتریمازول و مترونیدازول است.